# Marcel de Graaff
M.J.R.L. "Marcel" de Graaff (sinh ngày 7 tháng 4 năm 1962) là một chính trị gia người Hà Lan. Ông là thành viên của Nghị viện châu Âu (MEP) cho Hà Lan từ năm 2014. Ông đại diện cho Đảng vì Tự do và ông là đồng chủ tịch của châu Âu của các quốc gia và tự do. Ông học thần học và làm việc như một chuyên gia tư vấn về CNTT, giáo viên trung học tôn giáo và quản lý tại KPN. Ông là thành viên của Thượng viện Hà Lan cho Đảng vì Tự do từ năm 2011 đến năm 2014.
Marcel de Graaff sinh ngày 7 tháng 4 năm 1962 tại Rotterdam, Hà Lan. 
De Graaff đã học thần học tại Đại học Radboud Nijmegen giữa năm 1981 và năm 1988.

## Nghề nghiệp
De Graaff đã làm chuyên gia tư vấn về CNTT & Vận hành từ ngày 1 tháng 8 năm 1989. Ông là giáo viên tôn giáo tại một trường trung học ở Rotterdam từ ngày 1 tháng 1 năm 2010 đến ngày 1 tháng 7 năm 2010. Ông cũng là giám đốc của KPN. 
De Graaff là thành viên của Thượng viện Hà Lan đại diện cho Đảng vì Tự do từ ngày 7 tháng 6 năm 2011 đến ngày 1 tháng 7 năm 2014. Ông là lãnh đạo nhóm nghị sĩ của Đảng Tự do trong Thượng viện từ ngày 25 tháng 9 năm 2012 đến ngày 10 tháng 6 năm 2014. 